# Markus Lutteman

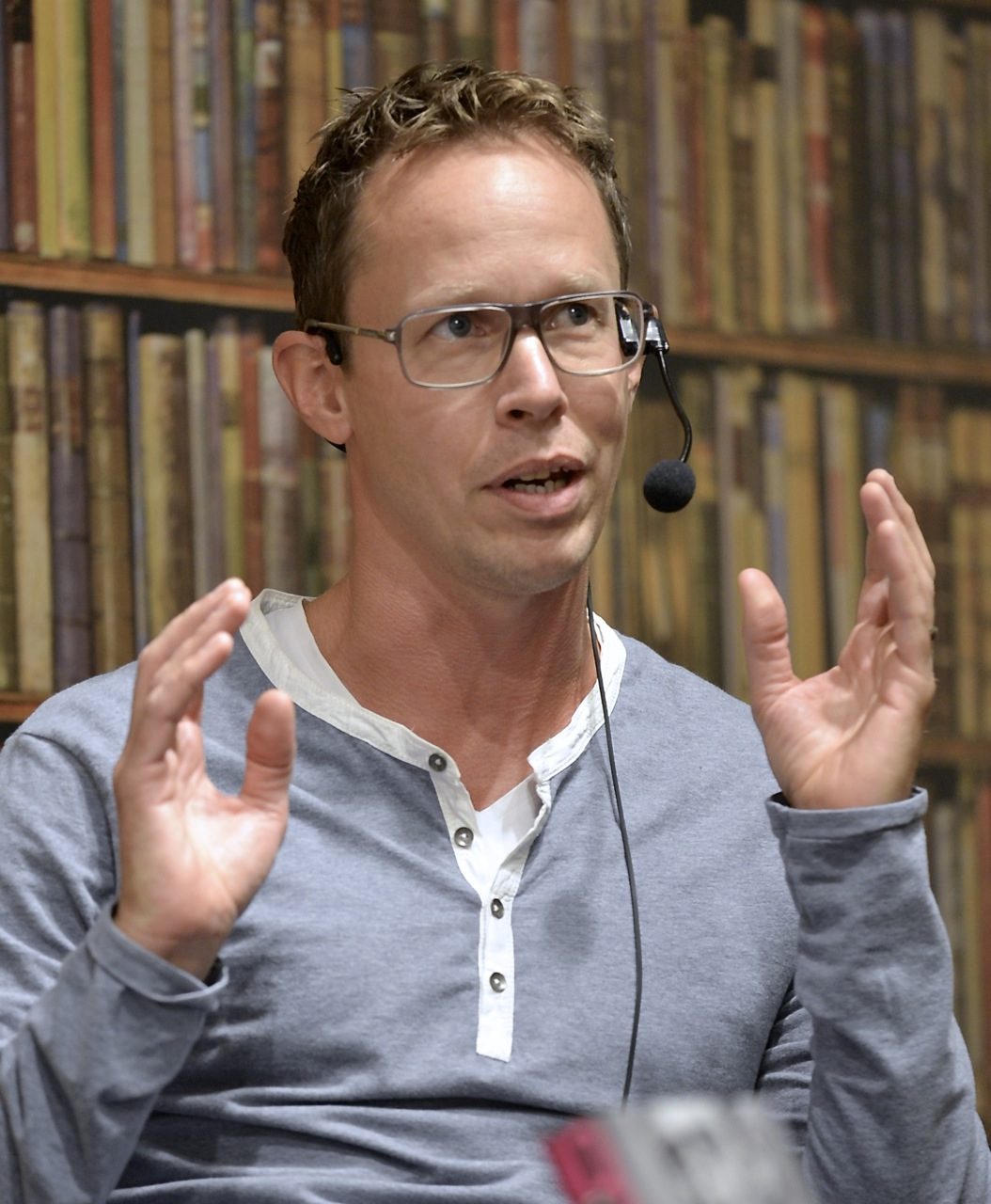
Markus Lutteman (2014)

Markus Lutteman (* 24. Februar 1973 in Arboga) ist ein schwedischer Schriftsteller und Journalist.

## Leben
Lutteman wuchs in Arboga auf. Er schloss ein Journalistikstudium mit dem Nebenfach Philosophie als Bachelor of Arts ab und war 1996 Hörer eines Literaturkurses an der Universität Liverpool. Später arbeitete er bei mehreren Tageszeitungen, darunter Svenska Dagbladet, Aftonbladet sowie Nerikes Allehanda.
Lutteman debütierte 2007 mit dem Dokumentarroman El Choco, der über 200.000 Mal in Schweden verkauft wurde. Erzählt wird die spektakuläre Geschichte des Schweden Jonas Andersson, der im berüchtigten bolivianischen San-Pedro-Gefängnis einsaß. Nach dem zweiten Roman Utsatt über Adoptivkinder erschien 2011 der Bestseller Det du inte såg (deutsch: Was du nicht sahst). Die Biografie über den Hochspringer und Weltrekordhalter Patrik Sjöberg, bei der Lutteman als Co-Autor fungierte, offenbart, dass Sjöberg von seinem Trainer Viljo Nousiainen als Junge sexuell missbraucht worden war. Die Biografie Per Holknekt 1960–2014 entstand zusammen mit Per Holknekt, dem schwedischen Modedesigner, Unternehmer, Millionär und Skateboardprofi. 2014 begann Lutteman zusammen mit Mons Kallentoft eine Kriminalromanserie, die sogenannte Hercules-Reihe, über Stockholms kriminelle Unterwelt. Der erste Roman Die Fährte des Wolfes, dessen Rechte in zwölf Länder verkauft wurden, war in Schweden sehr erfolgreich. 2016 erschien der Thriller Blodmåne (deutsch: Blutmond) über illegalen Wildtierhandel. Teil der Recherche war ein Aufenthalt Luttemans im südafrikanischen Busch.
Lutteman lebt in Örebro und hat drei Kinder.

## Werke
- El Choco (2007)
- Utsatt: en berättelse om överlevnad, hopp och trettiofem år av längtan (2010)
- Det du inte såg (Co-Autor: Patrik Sjöberg, 2011)
- Die Fährte des Wolfes (Originaltitel: Zack, Co-Autor Mons Kallentoft, ISBN 978-3608503715, 2014)
- Per Holknekt 1960–2014 (Co-Autor: Per Holknekt, 2014)
- Leon (Co-Autor: Mons Kallentoft, 2015)
- Bambi (Co-Autor: Mons Kallentoft, 2016)
- Blodmåne (2016)
- Heroine (Co-Autor: Mons Kallentoft, 2017)

## Auszeichnungen
- Pocketpreis in der Kategorie Meistgelesenes Fachbuch des Jahres 2008
- Stipendium der Jeremias Fond Stiftung 2014